# 도쿄도의 도도 목록
도쿄도의 도도 목록(東京都の都道一覧 とうきょうとのとどういちらん[*])은 일본 도쿄도를 지나가는 도도부현도의 목록이다.

## 주요 지방도 (1~68)
- 1 (결번) (도쿄도도 제1호 도쿄 다이시 요코하마선 : 정비 과정상 제6호 다이시 요코하마선으로 번호 변경)
- 2 도쿄도도·가나가와현도 제2호선
- 3 도쿄도도·가나가와현도 제3호선
- 4 도쿄도도·사이타마현도 제4호선
- 5 도쿄도도 제5호선
- 6 도쿄도도·가나가와현도 제6호선
- 7 도쿄도도 제7호선
- 8 도쿄도도 제8호선
- 9 가나가와현도·도쿄도도 제9호선
- 10 도쿄도도·지바현도 제10호선
- 11 도쿄도도 제11호선
- 12 도쿄도도 제12호선
- 13 (결번) (도쿄도도 제13호 가와사키 후추선, 정비 과정상 제9호 가와사키 후추선으로 번호 변경)
- 14 도쿄도도 제14호선 (기존에 있었던 도쿄도도 제14호 신주쿠 후추선을 폐지시키고, 새로이 인정된 신주쿠 구니타치선으로 대체)
- 15 도쿄도도 제15호선
- 16 도쿄도도·사이타마현도 제16호선
- 17 사이타마현도·도쿄도도 제17호선
- 18 도쿄도도 제18호선
- 19 도쿄도도·가나가와현도 제19호선
- 20 도쿄도도 제20호·가나가와현도 제525호선
- 21 (결번) (도쿄도도 제21호 하치오지 마치다선 : 1982년 4월 1일부로 정비 번호가 47번으로 변경[1])
- 22 (결번) (도쿄도도 제22호 메구로초 마치다선 : 정비 번호가 56으로 변경)
- 23 (결번) (도쿄도도 제23호 마치다 아쓰기선 : 정비 번호가 51로 변경)
- 24 도쿄도도·사이타마현도 제24호선
- 25 도쿄도도·사이타마현도 제25호선
- 26 (결번) (도쿄도도 제26호 네리마 가와구치선 : 정비 번호가 68로 변경)
- 27 (결번) (도쿄도도 제27호 마쓰다 소카선 : 정비 번호가 54로 변경)
- 28 도쿄도도·사이타마현도 제28호선
- 29 도쿄도도 제29호선
- 30 (결번) (도쿄도도 제30호 하치오지 오메선 : 1983년 3월 31일 폐지.[2] 국도 제411호선(일본어판)[3]과 도쿄도도 제46호선(일본어판)[4]에 지정 및 인정)
- 31 도쿄도도 제31호선
- 32 도쿄도도 제32호선
- 33 야마나시현도·도쿄도도 제33호선
- 34 (결번) (도쿄도도 제34호 오쓰키 다마선 : 폐지, 국도 제139호선으로 지정)
- 35 (결번) (도쿄도도 제35호 가쓰시카 요시카와 마쓰부시선 : 정비 번호가 67로 변경)
- 36 도쿄도도·사이타마현도 제36호선
- 37 (결번) (도쿄도도 제37호 도코로자와 무사시 무라야마 다치가와선 : 정비 번호가 55로 변경)
- 38 (결번) (도쿄도도 제38호 오메 이루마선 : 정비 번호가 63으로 변경)
- 39 (결번) (도쿄도도 제39호 오메 지치부선 : 정비 번호가 53으로 변경)
- 40 사이타마현도·도쿄도도 제40호선
- 41 도쿄도도 제41호선
- 42 (결번) (도쿄도도 제42호 사가미하라 마치다선 : 정비 번호가 52로 변경)
- 43 도쿄도도 제43호선
- 44 도쿄도도 제44호선
- 45 도쿄도도 제45호선
- 46 도쿄도도 제46호선
- 47 도쿄도도 제47호선
- 48 도쿄도도·가나가와현도 제48호선
- 49 도쿄도도·사이타마현도 제49호선
- 50 도쿄도도·지바현도 제50호선
- 51 도쿄도도·가나가와현도 제51호선
- 52 가나가와현도·도쿄도도 제52호선
- 53 도쿄도도·사이타마현도 제53호선
- 54 지바현도·도쿄도도·사이타마현도 제54호선
- 55 사이타마현도·도쿄도도 제55호선
- 56 가나가와현도·도쿄도도 제56호선
- 57 가나가와현도·도쿄도도 제57호선
- 58 도쿄도도·사이타마현도 제58호선
- 59 도쿄도도 제59호선
- 60 지바현도·도쿄도도 제60호선
- 61 도쿄도도 제61호선
- 62 (결번) (1966년 4월 1일부로 정비 번호 재편[5]이후 미사용)
- 63 도쿄도도·사이타마현도 제63호선
- 64 (결번) (1966년 4월 1일부로 정비 번호 재편[5]이후 미사용)
- 65 (결번) (1966년 4월 1일부로 정비 번호 재편[5]이후 미사용)
- 66 (결번) (1966년 4월 1일부로 정비 번호 재편[5]이후 미사용)
- 67 도쿄도도·사이타마현도 제67호선
- 68 도쿄도도·사이타마현도 제68호선

## 일반 도도 (101~200)
- 101 (결번) (도쿄도도 제101호선 : 1973년 12월 4일부로 정비 번호를 35로 변경[6])
- 102 사이타마현도·도쿄도도 제102호선
- 103 사이타마현도·도쿄도도 제103호선
- 104 사이타마현도·도쿄도도 제104호선
- 105 (결번) (도쿄도도 제105호 다이토 가와구치선 : 정비 번호를 58로 변경)
- 106 도쿄도도·사이타마현도 제106호선
- 107 도쿄도도·사이타마현도 제107호선
- 108 도쿄도도·사이타마현도 제108호선
- 109 (결번) (도쿄도도 제109호 호야 시키선 : 정비 번호를 36으로 변경)
- 110 도쿄도도 제110호선
- 111 도쿄도도·가나가와현도 제111호선
- 112 도쿄도도 제112호선
- 113 도쿄도도 제113호선
- 114 도쿄도도 제114호선
- 115 도쿄도도 제115호선
- 116 도쿄도도 제116호선
- 117 도쿄도도 제117호선
- 118 도쿄도도 제118호선
- 119 도쿄도도 제119호선
- 120 도쿄도도 제120호선
- 121 도쿄도도 제121호선
- 122 (결번) (도쿄도도 제122호선 : 1999년 3월 31일부로 노선 폐지[7])
- 123 도쿄도도 제123호선
- 124 도쿄도도 제124호선 (구 도쿄도도 제124호선 : 1976년 7월 8일부로 정비 번호를 40으로 변경[8])
- 125 도쿄도도 제125호선
- 126 (결번) (도쿄도도 제126호선 : 폐지)
- 127 도쿄도도 제127호선
- 128 도쿄도도 제128호선
- 129 도쿄도도 제129호선
- 130 (결번) (도쿄도도 제130호선 : 폐지)
- 131 도쿄도도 제131호선
- 132 도쿄도도 제132호선
- 133 도쿄도도 제133호선
- 134 도쿄도도 제134호선
- 135 도쿄도도 제135호선
- 136 도쿄도도 제136호선
- 137 가나가와현도·도쿄도도 제137호선 (비고 : 구 도쿄도도 제137호선은 1976년 7월 8일자로 정비 번호를 41로 변경)
- 138 (결번) (도쿄도도 제138호 가미아사오 렌코지선 : 정비 번호를 137로 변경[8])
- 139 도쿄도도·가나가와현도 제139호선
- 140 가나가와현도·도쿄도도 제140호선
- 141 도쿄도도 제141호선
- 142 (결번) (도쿄도도 제142호 마치다 정차장선 : 폐지)
- 143 (결번) (도쿄도도 제143호선 : 1976년 7월 8일부로 정비 번호를 42로 변경[8])
- 144 도쿄도도 제144호선
- 145 도쿄도도 제145호선
- 146 도쿄도도 제146호선
- 147 가나가와현도·도쿄도도 제147호선 (참고 : 이전에 존재한 도쿄도도 제147호선은 정비 번호를 43으로 변경[8])
- 148 (결번) (도쿄도도 제148호선 : 1973년 12월 4일부로 정비 번호를 37로 변경[6])
- 149 도쿄도도 제149호선
- 150 (결번) (도쿄도도 제150호선 : 노선 폐지)
- 151 도쿄도도 제151호선
- 152 도쿄도도 제152호선
- 153 도쿄도도 제153호선 (기존선을 폐지하고 신규 인정되는 노선으로 분류)
- 154 (결번) (도쿄도도 제154호 사가미하라 다치가와선 : 정비 번호를 503으로 변경)
- 155 도쿄도도 제155호선
- 156 도쿄도도 제156호선
- 157 도쿄도도 제157호선
- 158 도쿄도도 제158호선
- 159 도쿄도도 제159호선
- 160 도쿄도도 제160호선
- 161 (결번) (도쿄도도 제161호선 : 폐지)
- 162 도쿄도도 제162호선
- 163 도쿄도도 제163호선
- 164 (결번) (도쿄도도 제164호선 : 폐지)
- 165 도쿄도도 제165호선
- 166 도쿄도도 제166호선
- 167 도쿄도도 제167호선
- 168 도쿄도도 제168호선
- 169 도쿄도도 제169호선
- 170 (결번) (도쿄도도 제170호 하치오지 시로야마선 : 정비 번호를 506으로 변경)
- 171 (결번) (도쿄도도 제171호선 : 2021년 8월 1일 폐지[9])
- 172 (결번) (도쿄도도 제172호선 : 1983년 3월 31일 폐지[2] 이후 도쿄도도 제47호선으로 구간 편입[10])
- 173 도쿄도도 제173호선
- 174 도쿄도도 제174호선
- 175 (결번) (도쿄도도 제175호 가지야 사가미하라선 : 1982년 4월 1일부로 정비 번호를 48로 변경[1])
- 176 도쿄도도 제176호선
- 177 (결번) (도쿄도도 제177호선 : 1976년 7월 7일자로 노선 폐지.[11] 이후에는 도쿄도도 제30호선으로 편입[12])
- 178 (결번) (도쿄도도 제178호선 : 1973년 12월 4일부로 정비 번호를 38로 변경[6])
- 179 사이타마현도·도쿄도도 제179호선
- 180 (결번) (도쿄도도 제180호선：폐지)
- 181 도쿄도도 제181호선
- 182 (결번) (도쿄도도 제182호선 : 폐지)
- 183 (결번) (도쿄도도 제183호선：1990년 5월 31일 폐지[13]）
- 184 도쿄도도 제184호선
- 185 도쿄도도 제185호선 (구 도쿄도도 제185호선 : 1994년 4월 1일 노선 폐지, 이후에는 신규 노선으로 대신하여 인정됨)
- 186 도쿄도도 제186호선
- 187 도쿄도도 제187호선
- 188 (결번) (도쿄도도 제188호 아사카와 사가미고선 : 정비 번호를 506으로 변경)
- 189 도쿄도도 제189호선
- 190 (결번) (도쿄도도 제190호 우에노하라 하치오지선：정비 번호를 521로 변경)
- 191 (결번) (도쿄도도 제191호선 : 폐지)
- 192 (결번) (도쿄도도 제192호선 : 1976년 7월 8일부로 도쿄도도 제44호선으로 번호 변경[8])
- 193 사이타마현도·도쿄도도 제193호선
- 194 도쿄도도 제194호선
- 195 도쿄도도·사이타마현도 제195호선
- 196 도쿄도도 제196호선
- 197 (결번) (도쿄도도 제197호선 : 1982년 4월 1일부로 정비 번호가 45로 변경[1])
- 198 (결번) (도쿄도도 제198호선 : 1990년 5월 31일자로 폐지[13], 도쿄도도·사이타마현도 제53호선으로 구간 편입[14])
- 199 도쿄도도 제199호선
- 200 도쿄도도 제200호선

## 일반 도도 (201~294)
- 201 도쿄도도 제201호선
- 202 도쿄도도 제202호선
- 203 (결번) (도쿄도도 제203호선 : 폐지)
- 204 도쿄도도 제204호선
- 205 도쿄도도 제205호선
- 206 도쿄도도 제206호선
- 207 도쿄도도 제207호선
- 208 도쿄도도 제208호선
- 209 도쿄도도 제209호선
- 210 도쿄도도 제210호선
- 211 도쿄도도 제211호선
- 212 도쿄도도 제212호선
- 213 도쿄도도 제213호선
- 214 도쿄도도 제214호선
- 215 도쿄도도 제215호선
- 216 도쿄도도 제216호선
- 217 도쿄도도 제217호선
- 218 도쿄도도·사이타마현도 제218호선
- 219 사이타마현도·도쿄도도 제219호선
- 220 도쿄도도 제220호선
- 221 사이타마현도·도쿄도도 제221호선
- 222 도쿄도도 제222호선
- 223 도쿄도도 제223호선
- 224 도쿄도도 제224호선
- 225 (결번) (도쿄도도 제225호선 : 1993년 4월 23일 폐지, 해당 구간을 국도 제466호선으로 지정)
- 226 도쿄도도 제226호선
- 227 도쿄도도 제227호선
- 228 도쿄도도 제228호선
- 229 도쿄도도 제229호선
- 230 도쿄도도 제230호선
- 231 (결번) (도쿄도도 제231호 이나기요미우리 랜드마에 정차장선 : 정비 번호를 124로 변경)
- 232 (결번) (도쿄도도 재232호 요코하네구코선 : 정비 번호를 147로 변경)
- 233 도쿄도도 제233호선
- 234 도쿄도도·사이타마현도 제234호선
- 235 도쿄도도 제235호선
- 236 도쿄도도 제236호선
- 237 도쿄도도 제237호선
- 238 도쿄도도 제238호선
- 239 사이타마현도·도쿄도도 제239호선
- 240 도쿄도도 제240호선
- 241 도쿄도도 제241호선
- 242 도쿄도도·사이타마현도 제242호선
- 243 도쿄도도·사이타마현도 제243호선
- 244 (결번) (도쿄도도 제244호 아다치고 시카야선 : 1982년 4월 1일자로 정비 번호를 49로 변경)
- 245 도쿄도도 제245호선
- 246 (결번) (도쿄도도 제246호선 : 폐지)
- 247 도쿄도도 제247호선
- 248 도쿄도도 제248호선
- 249 도쿄도도 제249호선
- 250 도쿄도도 제250호선
- 251 도쿄도도 제251호선
- 252 (결번) (도쿄도도 제252호 고속 완간선 : 정비 번호를 294로 변경)
- 253 도쿄도도 제253호선
- 254 도쿄도도·사이타마현도 제254호선
- 255 도쿄도도·사이타마현도 제255호선
- 256 도쿄도도 제256호선
- 257 - 293 (결번)
- 294 가나가와현도·도쿄도도·지바현도 제294호선

## 특례 주요 지방도 (301~319)
이하 아래 내용은 특례 주요 지방도이다.
- 301 도쿄도도 제301호선
- 302 도쿄도도 제302호선
- 303 (결번) (도쿄도도 제303호 니혼바시 시바우라 오모리선 : 1979년 8월 10일 폐지[15]와 함께 도쿄도도 제316호선의 구간으로 편입[16])
- 304 도쿄도도 제304호선
- 305 도쿄도도 제305호선
- 306 도쿄도도 제306호선
- 307 (결번) (도쿄도도 제307호선 : 2022년 5월 10일 폐지[17], 이후에는 도쿄도도·지바현도 제501호선으로 노선 인정을 받음.[18])
- 308 도쿄도도 제308호선
- 309 (결번) (도쿄도도 제309호선 : 1979년 8월 10일 폐지[15], 도쿄도도 제317호선으로 구간 편입[16]）
- 310 (결번) (도쿄도도 제310호선 : 1979년 8월 10일 폐지[15], 도쿄도도 제318호선으로 구간 편입[16]）
- 311 도쿄도도 제311호선
- 312 도쿄도도 제312호선
- 313 도쿄도도 제313호선
- 314 도쿄도도 제314호선
- 315 도쿄도도 제315호선
- 316 도쿄도도 제316호선
- 317 도쿄도도 제317호선
- 318 도쿄도도 제318호선
- 319 도쿄도도 제319호선

## 특례 도도 (401~484)
이하 아래 내용은 특례 도도이다.
- 401 도쿄도도 제401호선
- 402 도쿄도도 제402호선
- 403 도쿄도도 제403호선
- 404 도쿄도도 제404호선
- 405 도쿄도도 제405호선
- 406 도쿄도도 제406호선
- 407 도쿄도도 제407호선
- 408 도쿄도도 제408호선
- 409 도쿄도도 제409호선
- 410 (결번) (도쿄도도 제410호선 : 1979년 8월 10일 폐지[15], 도쿄도도 제319호선으로 편입[16])
- 411 (결번) (도쿄도도 제411호선 : 1979년 8월 10일 폐지[15], 410호선과 마찬가지로 도쿄도도 제319호선으로 편입[16])
- 412 도쿄도도 제412호선
- 413 도쿄도도 제413호선
- 414 도쿄도도 제414호선
- 415 도쿄도도 제415호선
- 416 도쿄도도 제416호선
- 417 (결번) (도쿄도도 제417호선：1983년 3월 31일 폐지[19])
- 418 도쿄도도 제418호선
- 419 (결번) (도쿄도도 제419호선 : 1989년 3월 31일 폐지[20], 일부 구간만 도쿄도도 부도심 13호선(일본어판)으로 인정됨.[21])
- 420 도쿄도도 제420호선
- 421 도쿄도도 제421호선
- 422 (결번)
- 423 도쿄도도 제423호선
- 424 (결번) (도쿄도도 제424호선 : 폐지)
- 425 (결번) (도쿄도도 제425호선 : 1983년 3월 31일 폐지[19])
- 426 도쿄도도 제426호선
- 427 도쿄도도 제427호선
- 428 도쿄도도 제428호선
- 429 (결번) (도쿄도도 제429호선 : 1983년 3월 31일 폐지[19])
- 430 도쿄도도 제430호선
- 431 도쿄도도 제431호선
- 432 도쿄도도 제432호선
- 433 도쿄도도 제433호선
- 434 도쿄도도 제434호선
- 435 도쿄도도 제435호선
- 436 도쿄도도 제436호선
- 437 도쿄도도 제437호선
- 438 도쿄도도 제438호선
- 439 도쿄도도 제439호선
- 440 도쿄도도 제440호선
- 441 도쿄도도 제441호선
- 442 도쿄도도 제442호선
- 443 도쿄도도 제443호선
- 444 도쿄도도 제444호선
- 445 도쿄도도 제445호선
- 446 도쿄도도 제446호선
- 447 도쿄도도 제447호선
- 448 (결번) (도쿄도도 제448호선 : 폐지)
- 449 도쿄도도 제449호선
- 450 도쿄도도 제450호선
- 451 도쿄도도 제451호선
- 452 도쿄도도 제452호선
- 453 도쿄도도 제453호선
- 454 (결번) (도쿄도도 제454호선 : 1979년 8월 10일 폐지[15], 도쿄도도 제319호선으로 편입[16])
- 455 도쿄도도 제455호선
- 456 (결번) (도쿄도도 제456호선 : 1983년 3월 31일 폐지[19], 도쿄도도 제105호선으로 노선 인정[22])
- 457 도쿄도도 제457호선
- 458 도쿄도도 제458호선
- 459 (결번) (도쿄도도 제459호선：폐지)
- 460 도쿄도도 제460호선
- 461 도쿄도도 제461호선
- 462 도쿄도도 제462호선
- 463 도쿄도도 제463호선
- 464 도쿄도도 제464호선
- 465 도쿄도도 제465호선
- 466 도쿄도도 제466호선
- 467 도쿄도도 제467호선
- 468 (결번) (도쿄도도 제468호선 : 폐지)
- 469 (결번) (도쿄도도 제469호선 : 1987년 3월 31일 폐지[23])
- 470 (결번) (도쿄도도 제470호선 : 1992년 4월 1일 폐지[24])
- 471 도쿄도도 제471호선
- 472 (결번) (도쿄도도 제472호선 : 1983년 3월 31일 폐지[19], 도쿄도도 제50호선으로 인정[22])
- 473 도쿄도도 제473호선
- 474 도쿄도도 제474호선
- 475 도쿄도도 제475호선
- 476 도쿄도도 제476호선
- 477 도쿄도도 제477호선
- 478 (결번) (도쿄도도 제478호선：1984년 3월 31일 폐지[25])
- 479 (결번) (도쿄도도 제479호선：1976년 7월 8일자로 정비 번호를 319로 변경[26])
- 480 도쿄도도 제480호선
- 481 도쿄도도 제481호선
- 482 도쿄도도 제482호선
- 483 (결번) (도쿄도도 제483호선 : 폐지 후 도도 제484호선으로 편입)
- 484 도쿄도도 제484호선

## 500번대
주요 지방도 (501)
- 501 도쿄도도·지바현도 제501호선 (2022년 5월 10일, 도쿄도도 제307호선을 폐지하고 새롭게 지정됨.[27][28][29])

일반 도도 (503~521)
- 503 가나가와현도·도쿄도도 제503호선
- 504 - 505 (결번)
- 506 도쿄도도·가나가와현도 제506호선
- 507 - 515 (결번)
- 516 도쿄도도·가나가와현도 제516호선
- 517 - 520 (결번)
- 521 야마나시현도·도쿄도도·가나가와현도 제521호선

## 같이 보기
- 일본의 도로 목록(일본어판)
- 간토 지방의 도로 목록(일본어판)
- 가나가와현의 현도 목록